# 国営競馬
国営競馬（こくえいけいば）とは、国家が主催する競馬のことをいう。
競馬はジョッキークラブをはじめとする法人が主催することが多く、国営競馬は世界の競馬史においてもほとんど例がない。国営競馬が行われた例として1940年代後半から1950年代半ばにかけての日本や、フアン・ペロン政権下のアルゼンチンなどがある。
なお、現在の日本中央競馬会が主催する競馬は中央競馬と呼称し、国営競馬とするのは正しくないが、政府の全額出資による特殊法人による運営のため、地方自治体が主催する地方競馬との対句として半ば揶揄的な表現として「国営競馬」と称されることがある。

## 日本における国営競馬
1948年から1954年にかけて、国（農林省）が施行体となって行われた競馬のことをいう。
競馬が国営化された要因は、従来の競馬施行体（日本競馬会）が独占禁止法に抵触するとGHQ経済科学局公正取引課が判断したことにある。
1948年6月、日本競馬会の解散が決定。これを受けて同年7月13日に競馬法が公布、さらに9月7日に国営競馬実施規則（農林省令第82号）が制定され国営競馬がスタートした。
初開催は9月11日、札幌競馬場で行われた競争で、馬券の売上は910万円だった。
国営競馬の開催時期は、他の公営競技が各地で開催されはじめた時期とも重なる。特に1948年に始まった競輪は大きな人気を獲得しつつあった。一方で戦争による馬資源の枯渇の影響はなお大きく、競走馬の確保に苦慮していた。
またこのころ、競馬の控除率が他の公営競技と比較して高かったことからファンの足はおのずと競馬場以外の公営競技へ向き競馬場の入場者・売り上げともに大きく減少した。そのため、地方競馬の競馬場では競馬の開催を取り止め、競輪場に改装する所も出てきた。
危機感を抱いた農林省競馬部では、競馬の控除率を競輪並みに引き下げるよう交渉した結果、引き下げ自体は実現したものの、売り上げの回復は、鳴尾事件を始めとする騒乱事件により、競輪の開催が自粛されるまで待たなくてはならなかった。
1950年になると競馬の売り上げも上昇に転じたが国が興業的色彩の濃い競馬を主催する事による異論や批判が出始め、速やかに民間団体に運営を引き継ぐべきとの声が高まった。これを受けて政府では1954年に「日本中央競馬会法案」を国会に提出、5月2日に可決成立して7月1日に公布の運びとなった。7月14日には、日本中央競馬会設立委員会が発足して引継ぎ準備を開始。9月16日に日本中央競馬会が設立され、農林省競馬部による国営競馬は日本中央競馬会に引き継がれた。

### 競馬場
- 札幌競馬場
- 函館競馬場
- 福島競馬場（1950年に再開）
- 新潟競馬場（開催されず）
- 中山競馬場
- 東京競馬場
- 横浜競馬場（開催されず）
- 中京競馬場（1953年に初開催）
- 京都競馬場
- 阪神競馬場（1949年に再開）
- 小倉競馬場
- 宮崎競馬場（開催されず）

競馬法制定時は中京以外の11箇所が規定されていたが、中京競馬場は1950年の競馬法改正により国営競馬の競馬場に追加された。また、新潟競馬場での競馬開催は日本中央競馬会発足後の1965年である。
出典：